# Nordism

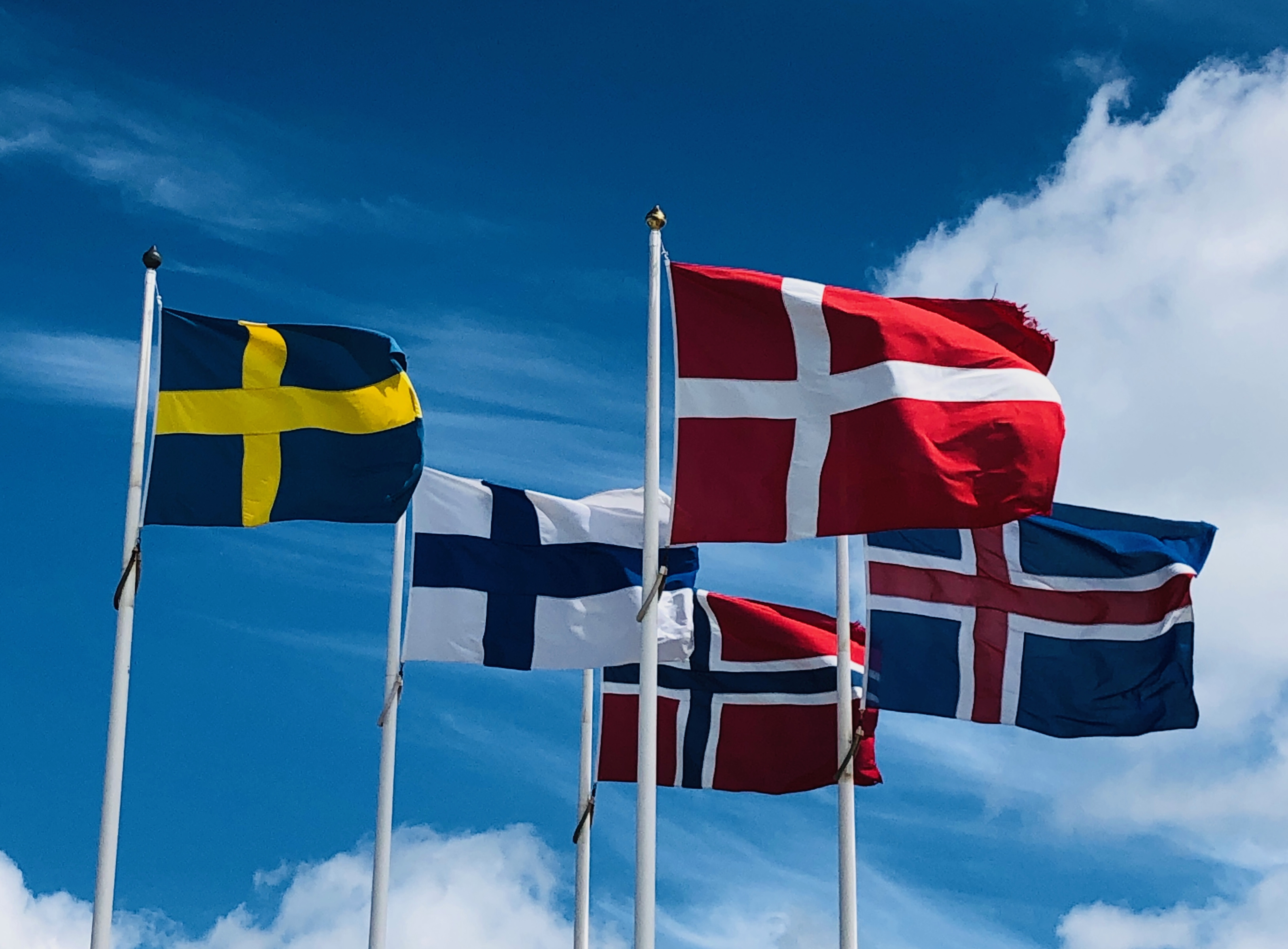
De nordiska ländernas flaggor.

Nordism är en pannationell rörelse som strävar efter nära samarbete mellan staterna i Norden.
 Nordism går också ut på att de nordiska länderna ska bli behandlade likadant. I vissa fall kan dessa starka nordiska samarbeten ske på bekostnad av andra internationella samarbeten.
Många gånger bygger nordismen på en ideologi som ser de stora kulturella likheterna mellan de nordiska länderna. Bland olikheterna ser många också möjligheterna att utnyttja det bästa från varje nordiskt land. Nordismen kan då förespråka ett starkt kulturellt samarbete mellan länderna. Även politisk nordism förekommer. I vissa mer extrema fall kan nordistisk politik gå ut på att skapa en nordisk union som innebär ett mycket tätt samarbete mellan nordiska länder. Många som förespråkar denna lösning vill lämna Europeiska unionen (EU) för att istället skapa en nordisk union som alternativ. Nordistisk politik går ofta ut på att skapa ett starkare nordiskt samarbete, ibland på bekostnad av de övriga internationella samarbetena. Det kan alltså gå ut på att skapa samnordiska tullunioner, och försvarssamarbeten men i stället delta mindre inom övriga internationella europeiska samarbeten. Det finns också de som vill slå ihop Norden till en stat, och bland dessa vill vissa ha enhetsstat och andra förbundsstat.
Förespråkare för nordismen förespråkar oftast samarbeten mellan Sverige, Danmark, Finland och Norge. Ibland räknas Island in. I vissa fall till och med de danska självstyrande områdena Färöarna och Grönland, men dessa områden förekommer mer sällan i dessa sammanhang.
Ett särfall bland nordismen var under 1990-talet ett litet politiskt parti som hette Ny Framtid som förespråkade en nordisk union i nordistisk anda. De ville att Sverige skulle lämna EU och bilda union med Norge och Finland, ibland nämndes även Island. Däremot nämnde de ytterst sällan Danmark. Partiet är idag upplöst.